# گلوله‌ای‌ها
گلوله‌ای‌ها (نام علمی: Tolypeutes) نام یک سرده از تیره آرمادیلو است.

## گونه‌ها
دو گونه از این سرده شناسایی شده است:
- Tolypeutes matacus (Desmarest, ۱۸۰۴) – آرمادیلوی سه‌نواره جنوبی
- Tolypeutes tricinctus (Linnaeus, ۱۷۵۸) – Brazilian three-banded armadillo